# Deeveyinae
Deeveyinae is een onderfamilie van kreeftachtigen uit de klasse van de Ostracoda (mosselkreeftjes).

## Geslacht
- Deeveya Kornicker & Iliffe, 1985